# Jiexi
Jiexi, även känd som Kitsai, är ett härad i Jieyangs stad på prefekturnivå i provinsen Guangdong i sydöstra Kina. 
Jiexi är indelat i ett stadsdelsdistrikt, 15 köpingar och en socken.
Stadsdelsdistrikt (jiedao):

- Hepo (河婆街道)

Köpingar (zhen):

- Daxi (大溪镇)
- Dongyuan (东园镇)
- Fengjiang (凤江镇)
- Huizhai (灰寨镇)
- Jingxiyuan (京溪园镇)
- Jinhe (金和镇)
- Longtan (龙潭镇)
- Mianhu (棉湖镇)
- Nanshan (南山镇)
- Pingshang (坪上镇)
- Qiankeng (钱坑镇)
- Shangsha (上砂镇)
- Tatou (塔头镇)
- Wujingfu (五经富镇)
- Wuyun (五云镇)

Socken (xiang):

- Liangtian (良田乡)